# Simplisetia amphidonta
Simplisetia amphidonta är en ringmaskart som först beskrevs av Anne D. Hutchings och Turvey 1982.  Simplisetia amphidonta ingår i släktet Simplisetia och familjen Nereididae. Inga underarter finns listade i Catalogue of Life.